# Корона Георга V

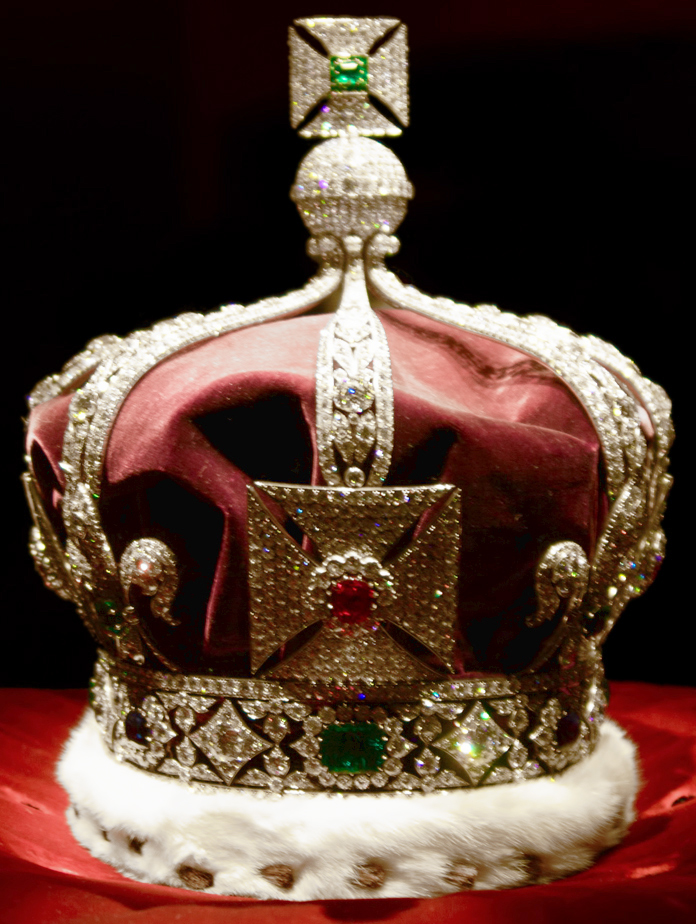
Императорская корона Индии

Корона Георга V или Императорская корона Индии — была изготовлена для короля Великобритании Георга V для его коронации на Делийском Дурбаре как императора Индии. Необходимость изготовления новой короны заключалась в том, что согласно старым Британским законам запрещено вывозить королевские регалии за пределы государства, а ведь королю нужна была корона для ношения в Индии. Изготовление короны поручили фирме Рунделл Бридж и Рунделл. В корону вставлено около 6450 бриллиантов различной величины и формы, 5 изумрудов и 4 рубина. Корона состоит из венца с чередующимися четырьмя мальтийскими крестами и четырьмя геральдическими лилиями выше которых идут восемь полуарок сходищихся под шаром с мальтийским крестом, внутри бархатная шапка с горностаевой опушкой, весит корона 34,05 унций (0,97 кг.). После смерти Георга V корону не использовали и с 1936 года она хранится в Тауэре.